# スプリング・ストリート駅 (IRTレキシントン・アベニュー線)
スプリング・ストリート駅（スプリング・ストリートえき、英: Spring Street）はニューヨーク市地下鉄IRTレキシントン・アベニュー線の駅である。マンハッタン区リトル・イタリーとソーホーに跨がるラファイエット・ストリートとスプリング・ストリートの交差点に位置し、4系統が深夜のみ、6系統が終日、<6>系統が平日20時45分までのラッシュ時混雑方向のみ停車する。

## 駅構造
| G          | 地上階                         | 出入口 |
| P ホーム階 | 相対式ホーム、右側のドアが開く | 相対式ホーム、右側のドアが開く |
| P ホーム階 | 北行緩行線                     | ← 深夜帯：ウッドローン駅行き（ブリーカー・ストリート駅） ← 平日午後：パークチェスター駅行き（ブリーカー・ストリート駅） ← 平日午後以外：ペラム・ベイ・パーク駅行き（ブリーカー・ストリート駅） ← 平日午後：ペラム・ベイ・パーク駅行き（ブリーカー・ストリート駅） |
| P ホーム階 | 北行急行線                     | ← 深夜帯以外：通過 |
| P ホーム階 | 南行急行線                     | → 深夜帯以外：通過 → |
| P ホーム階 | 南行緩行線                     | → 深夜帯：ニューロッツ・アベニュー駅行き（キャナル・ストリート駅）→ ブルックリン・ブリッジ-シティ・ホール駅行き（キャナル・ストリート駅）→ 平日午前：ブルックリン・ブリッジ-シティ・ホール駅行き（キャナル・ストリート駅）→                                       |
| P ホーム階 | 相対式ホーム、右側のドアが開く | |

駅は1904年10月27日、145丁目駅からシティ・ホール駅までのマンハッタンにおける最初の地下鉄が開業した際にその他27駅と同時に開業した。相対式ホーム2面と緩行線2線・急行線2線を有した2面4線の地下駅で、急行線は5系統が終日、4系統が深夜帯以外に通過している。駅は緩いカーブ上に位置し車両とホームの間に隙間が生じているが、さほど大きな隙間ではないため可動ステップは設置されていない。
駅はかつて5本目の線路が敷設されていた。しかし、開業から2年後に撤去されている。この線路の敷設されていた敷地は現在機械室として使われている。

### 出口
駅には改札口が南北ホームでそれぞれ独立して位置し、それぞれの改札口から地上への階段が2つずつ接続している。南行ホーム側からはラファイエット・ストリートとスプリング・ストリートの交差点北西・南西に、北行ホーム側からは同交差点北東・南東に出ることができる。

## 映像
駅は2008年の映画『クローバーフィールド/HAKAISHA』（原題：Cloverfield）に登場する。ただし、そのシーンの撮影は当駅で行われた物では無い。また、テレビドラマ『クリミナル・マインド FBI行動分析課』（原題：Criminal Minds）のシーズン3、20話「ニューヨークに潜む罠」（原題：Lo-Fi）で当駅が映っている。

## ギャラリー

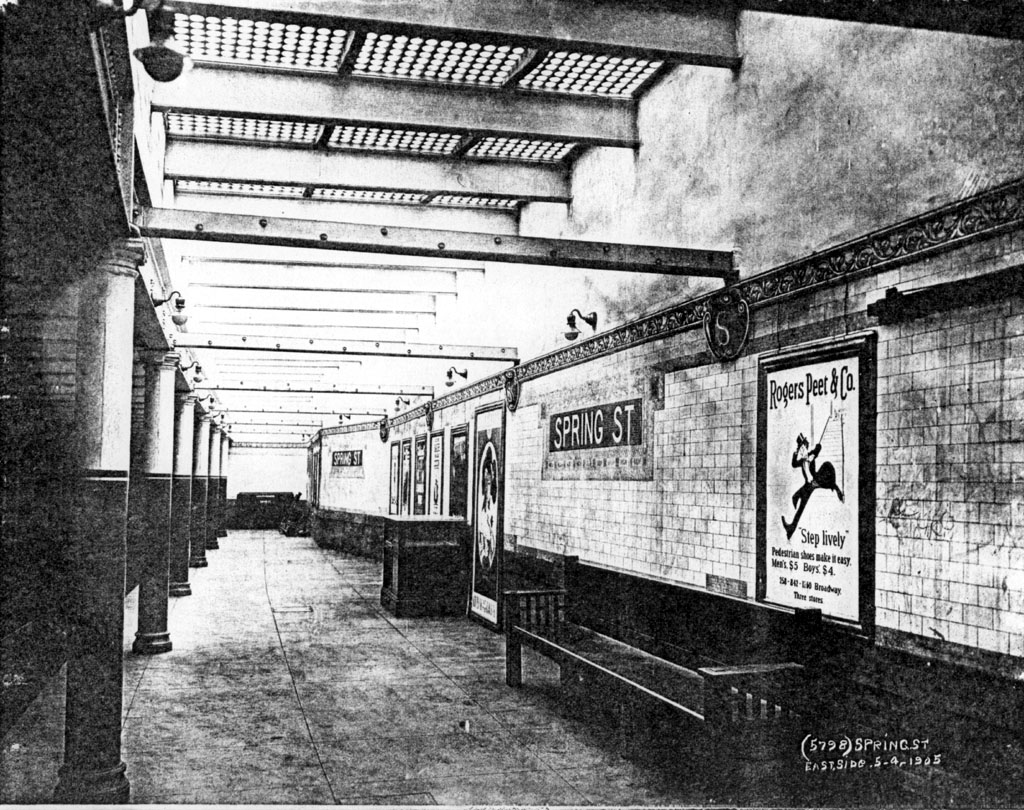
ホームを照らす天窓の写真、1905年撮影
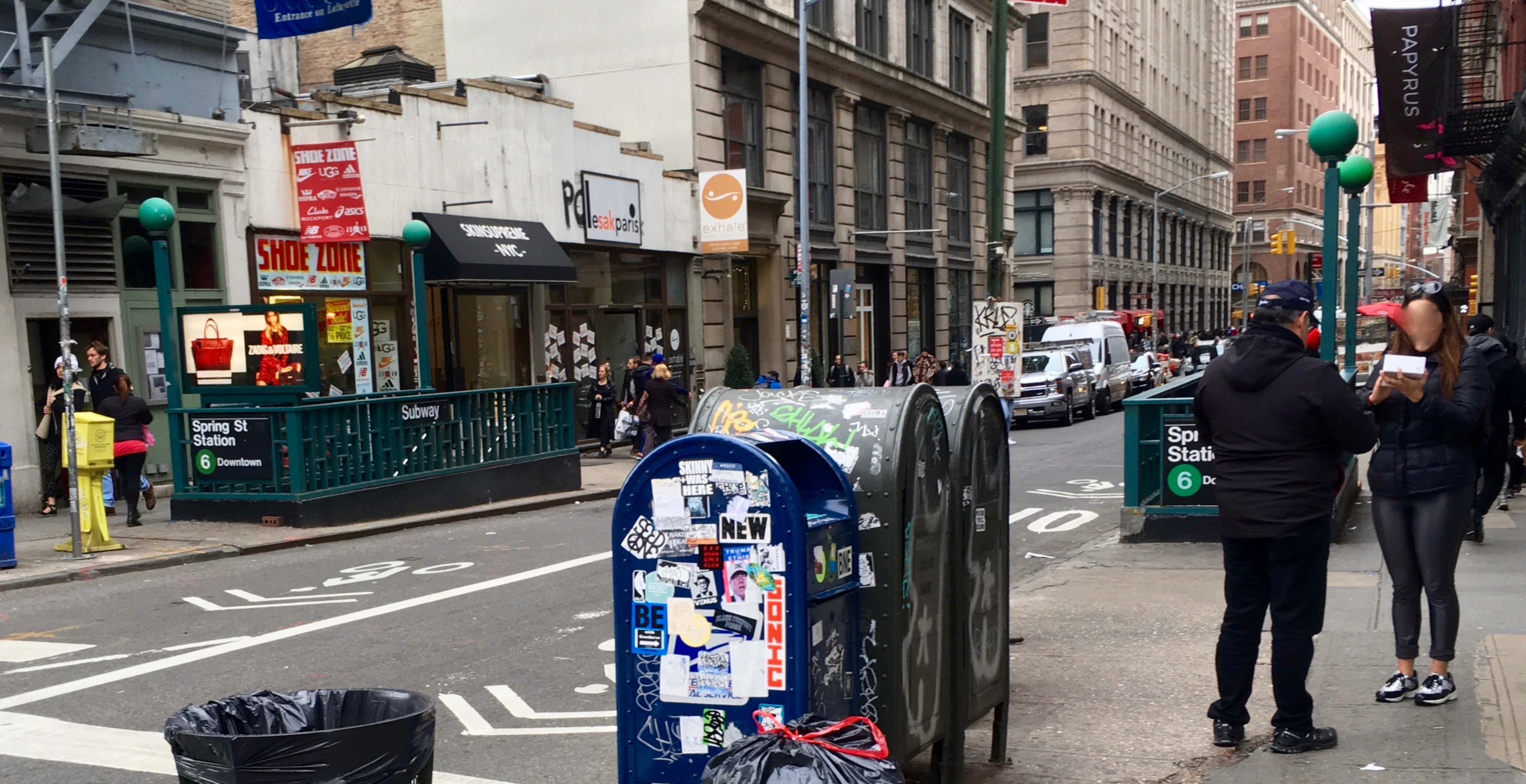
南行ホームへの階段
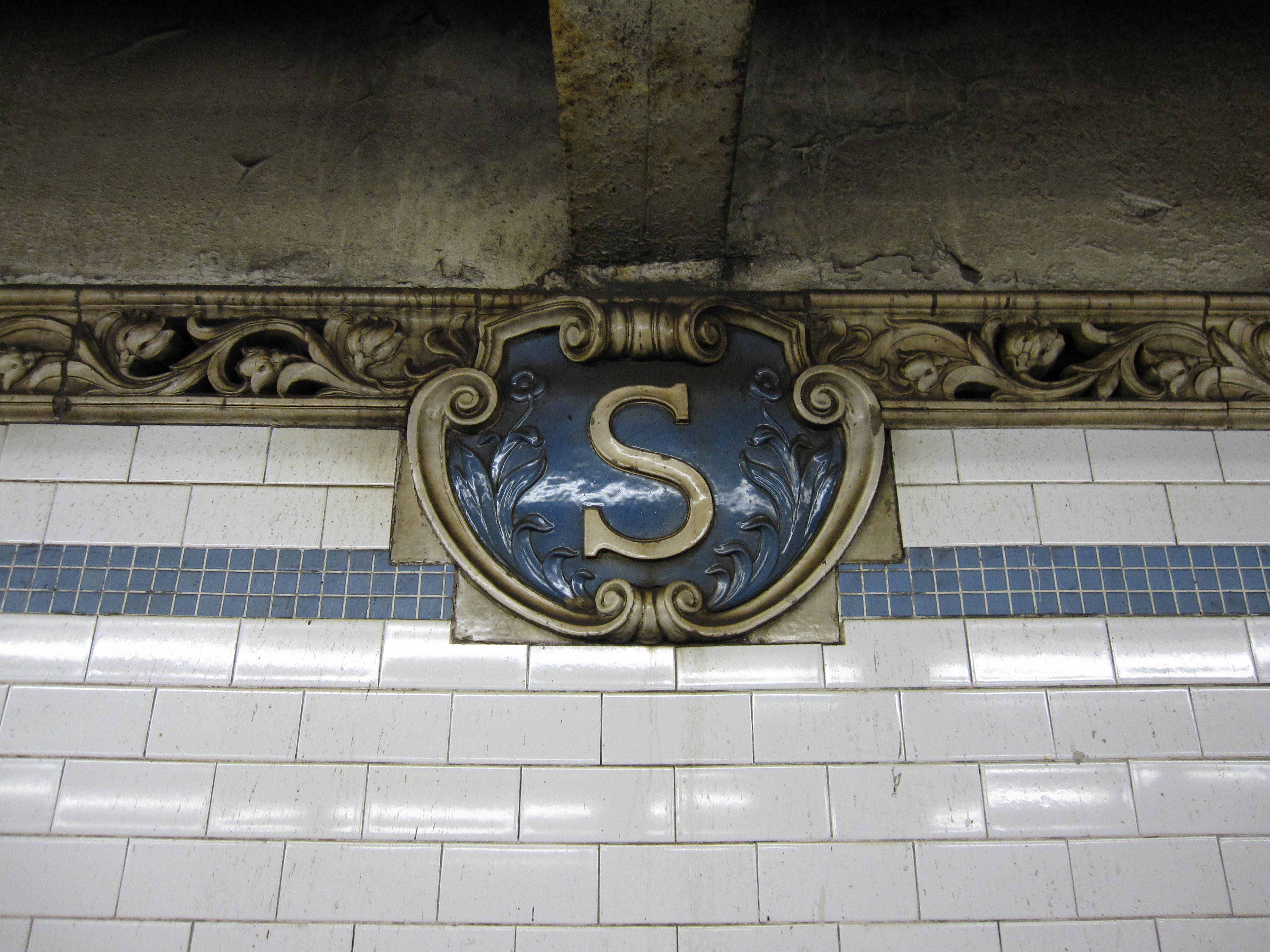
小さな"S"と書かれたカルトゥーシュ
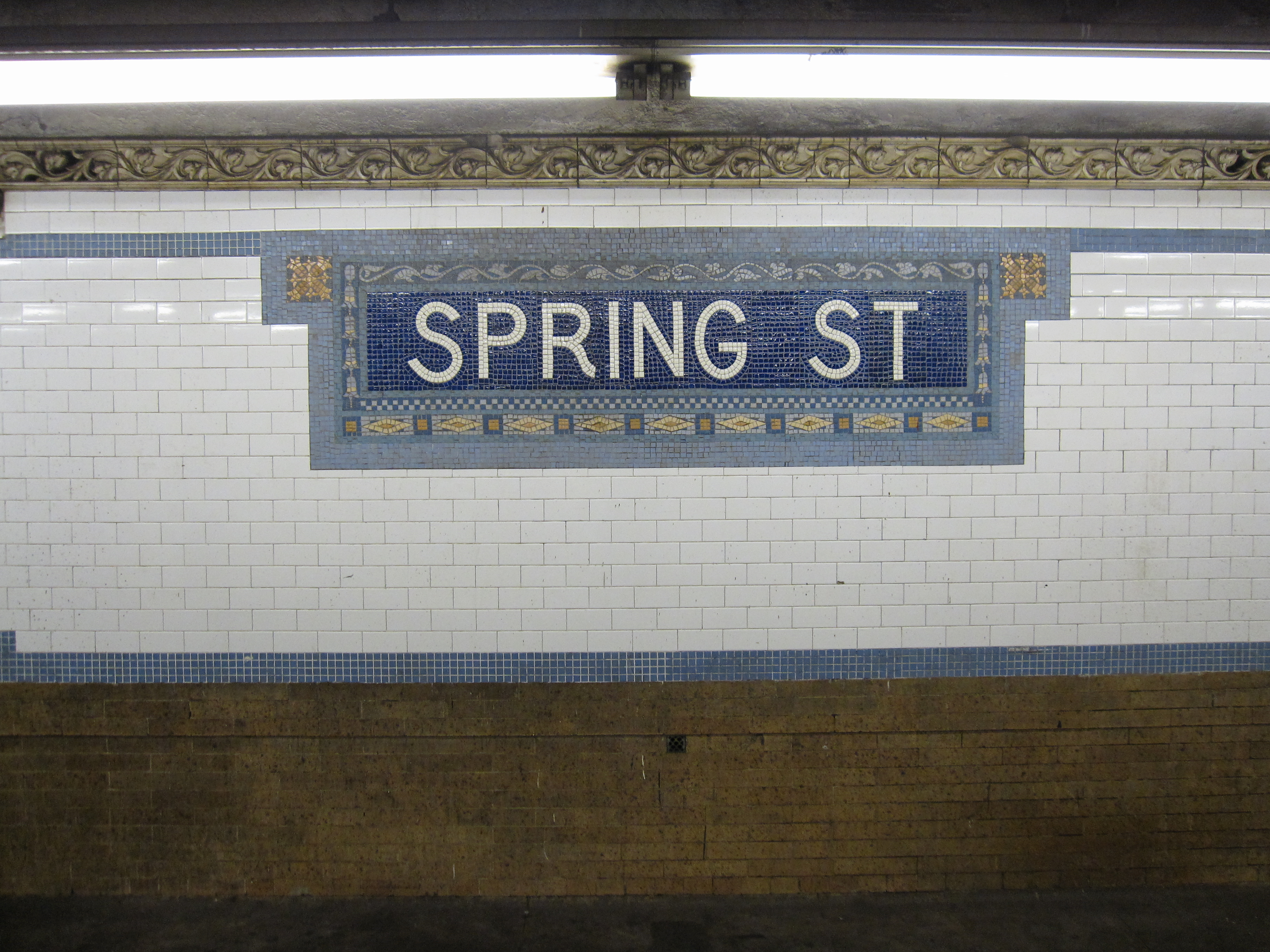
Heins & LaFarge / Manhattan Glass Tile Company社が製作したオリジナル駅名標
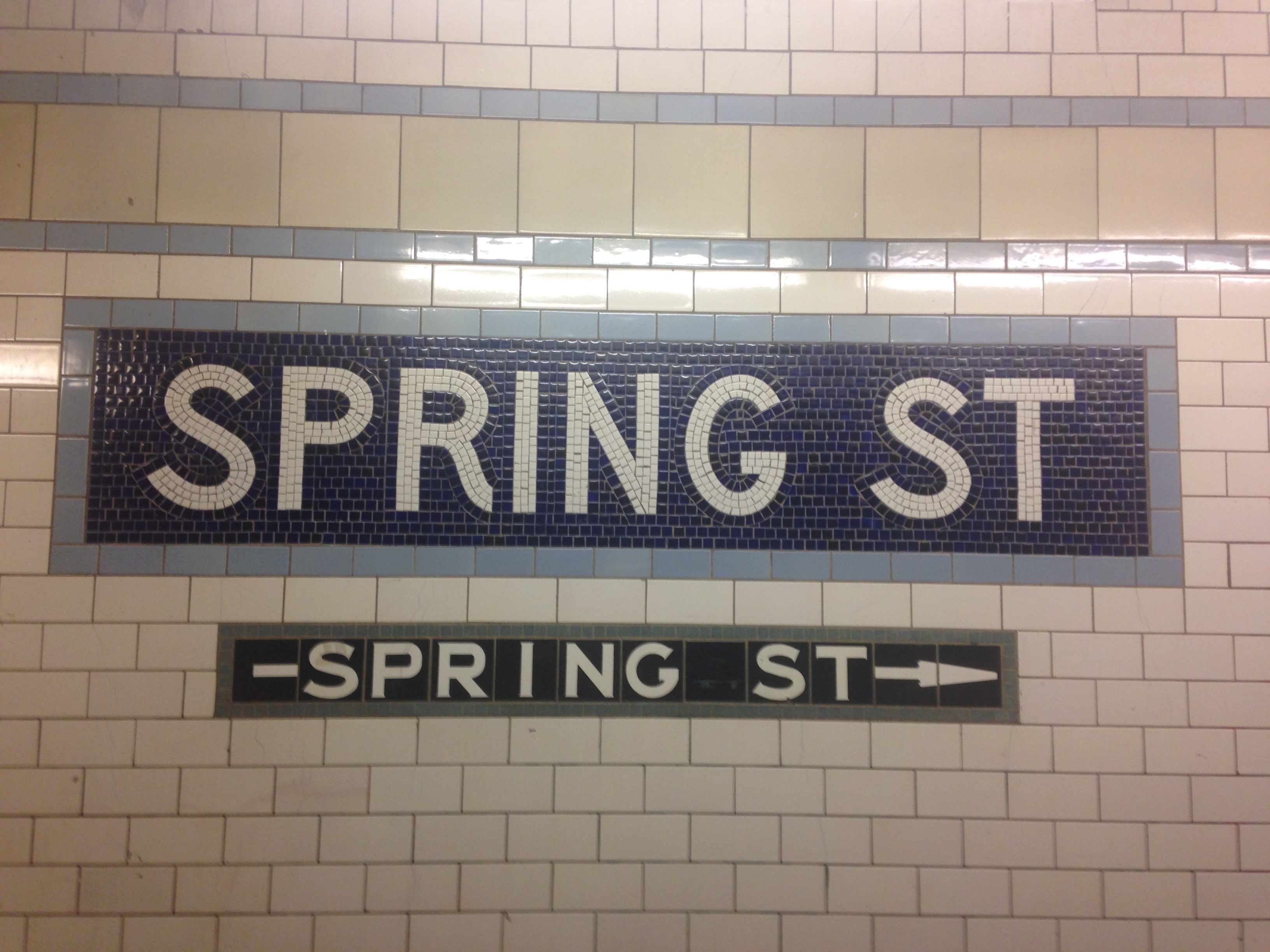
南行ホームの追加された駅名標